# Torslunde (Ishøj Kommune)
|  | Denne artikel omhandler landsbyen Torslunde (Ishøj Kommune). Der er også andre steder med dette navn, se Torslunde. |
Torslunde er en landsby på Nordøstsjælland med 312 indbyggere  (2024). Torslunde ligger fire km syd for Høje-Taastrup, syv km vest for Ishøj og 24 km vest for Københavns centrum i Region Hovedstaden og Ishøj Kommune.
Torslunde har lagt navn til Torslunde Sogn, og Torslunde Kirke ligger i byens vestlige udkant. Den gamle kirke er fra omkring 1200. Kirken har en berømt alterbordsforside fra 1561. Originalen findes på Nationalmuseet. Ved kirken ligger den moderne præstegård.
Byen ligger på en skrænt, der skråner ned mod Lille Vejleå, som afgrænser landsbyen mod syd. Herregården Benzonsdal ligger på den anden side af åen syd for byen.
Thorsbro Vandværk ligger sydøst for landsbyen. Vandværket blev indviet i 1908 og er den ene af de fredede bygninger i Ishøj Kommune.
Den årlige musikfestival Torslunde Festival afholdes hvert år i maj måned lidt øst for landsbyen.

## Historie
Torslunde har været beboet allerede i romersk jernalder, hvor der er fundet en gravplads med ca. 30 grave fra 250 til 400 e.Kr. Kirken er opført omkring 1200, og skibet er fra 1100-tallet. Byens navn nævnes første gang i 1308 i formen Torslundæ maghlæ. Forleddet stammer fra navnet Thor, der henviser til tordenguden i nordisk mytologi, mens efterleddet lunde kommer af lund, der betyder "lille skov". Navnet betyder sandsynligvis en lille skov, som er indviet til guden Thor. Magle betyder stor og adskilte bebyggelsen fra Torslundelille, der blev nedlagt i 1719.
Oprindeligt lå gårdene og husene i Torslunde langs Torslunde Bygade og Lille Bygade. Ved udskiftningen i 1892 blev 11 af byens 16 gårde flyttet ud, hvorfor kun fem gårde og husmændene blev boende i landsbyen. Torslunde havde en befolkning på 405 i 1850. Den voksede til 579 i 1916. Nu blev landsbyen udvidet med bl.a. en købmand, mølle, bryggeri og fattiggården Pedersborg øst for byen. I 1921 havde Torslunde sogn 591 indbyggere, der voksede til 880 i 1970, hvoraf 260 boede i selve landsbyen. Herefter faldt befolkningen i sognet til 727 i 1976 og 609 i 1994.

## Udgravninger
I 2007 gravede arkæologer fra Kroppedal Museum i Torslunde landsby efter nedrivningen af Ellekilde heldagsskole og fandt en gravplads med ca. 30 grave fra 250 til 400 e.Kr. (romersk jernalder). De lå i en halvcirkel omkring en dyb, central grav. En gravhøj på stedet er forsvundet. Fordi den midterste grav lå så dybt, er et skelet, man har fundet dér, meget velbevaret. Det stammer fra en 1,80 m høj mand. Hans nedslidte tænder tyder på, at han var over fyrre år ved sin død. Han fik overdådige gravgaver, hvoraf mange kom fra Romerriget, deriblandt to store guldringe, et romersk vinservice i kobber, en mængde spillebrikker af glas samt to "cirkusbægre", dvs. glasbægre med farvede billeder af kæmpende gladiatorer. De bægre er der kun fundet 12 af i Danmark; de fem i området ved Ishøj, men ingen i det øvrige Skandinavien. Glassene er det første fund af hele cirkusbægre i Danmark i mere end 100 år. Måske har den døde gjort tjeneste i den romerske hær. Da han ikke fik våben med i graven, kun et signalhorn, har han sandsynligvis haft andre til at kæmpe for sig. Han var ingen almindelig høvding. Antropolog Pia Bennike fra Københavns Universitet fik to af hans tænder til analyse. Læsioner fra et hug nedefra på venstre underben tyder på, at fyrsten har været til hest og dermed sandsynligvis i kamp, da han blev dødeligt såret.